# CSM T22
Der zweiachsige Triebwagen CSM T22 der Kleinbahn Celle-Soltau-Munster wurde 1935 von der Waggonfabrik Talbot in Aachen gebaut. Der Triebwagen war bei verschiedenen Eisenbahngesellschaften im Einsatz und ist heute (2019) noch vorhanden.

## Geschichte und Einsatz
Das Fahrzeug wurde als dritter Triebwagen der Gesellschaft gekauft. Bereits 1931 war ein Triebwagen durch Umbau aus einem Beiwagen entstanden und 1934 ein Wismarer Schienenbus angeschafft worden. 
Das Einsatzgebiet des Fahrzeuges waren vorrangig die Strecken Celle–Soltau,
Beckedorf–Munster und Soltau–Neuenkirchen.

### OHE DT 00502 / 0502
1944 wurde der Triebwagen von den Osthannoverschen Eisenbahnen (OHE) übernommen. Dabei erhielt der Triebwagen die Bezeichnung DT 00502, die in den 1950er Jahren in DT 0502 geändert wurde. 1961 unternahm das Fahrzeug die Abschiedsfahrt auf der Bahnstrecke Soltau–Neuenkirchen.

### MEC DT 0502
1968 wurde der Triebwagen an den Modell-Eisenbahn-Club Essen in Essen abgegeben und versah dort Dienst bis 1980.

### VEH DT 0502 / VT 6
In diesem Jahr bekam er mit dem Verein zur Erhaltung der Hespertalbahn einen neuen Eigentümer, der ihm die Bezeichnung DT 0502 gab. Diese wurde 1983 in VT 6 geändert.

### VEF T 1 / T 22
Bis 1995 war der Triebwagen im Einsatz, dann wurde er von den Verdener Eisenbahnfreunden als T 1 übernommen und 2006 in T 22 umgezeichnet 2007 erhielt er die NVR-Nummer 95 80 0133 122-1 D-VEF.

### AVL DT 0502
2011 wurde er von der Arbeitsgemeinschaft Verkehrsfreunde Lüneburg übernommen und trägt nun die NVR-Nummer 95 80 0133 122-1 D-TEL. Zuletzt war der Triebwagen in einem desolaten Zustand.

## Technische Merkmale/Ausstattung
Beschreibungen des CSM T22 sind nicht zu finden. Der Triebwagen hatte ein zusätzliches Gepäckabteil erhalten, sodass in der Seitenwand drei Schiebetüren vorhanden sind. 
Der Motor von Klöckner-Humboldt-Deutz befand sich unter dem Gepäckabteil, das TAG-Getriebe etwa in Wagenmitte. Von diesem führte eine lange Kardanwelle zur auf der anderen Fahrzeugseite liegenden Antriebsachse. Der Wagen hatten von Anfang an eine reguläre Zug- und Stoßeinrichtung. Ursprünglich hatte der Triebwagen zwei große Scheinwerfer, bei einem nicht datierten Umbau wurde der Wagen auf das Dreilicht-Spitzensignal mit kleineren Scheinwerfern umgebaut. Auffällig waren seine großen Schienenräumer.